# 桥溪乡
桥溪乡，是中华人民共和国四川省广元市苍溪县下辖的一个乡镇级行政单位。

## 行政区划
桥溪乡下辖以下地区：
长河村、近水村、歧山村、川主村、白果村、盘龙村、云丰村、小寨村、金龙村、尖山村、三溪村、富强村和柏垭村。